# 河野洋平
河野 洋平（こうの ようへい、1937年〈昭和12年〉1月15日 - ）は、日本の政治家。
衆議院議長（第71・72代）、副総理（村山内閣・村山改造内閣）、外務大臣（第118・123-125代）、内閣官房長官（第55代）、科学技術庁長官（第39代）、原子力委員会委員長（第39代）、衆議院議員（14期）、自由民主党総裁（第16代）、新自由クラブ代表（初代・第3代）を歴任。
2003年（平成15年）から2009年（平成21年）まで日本憲政史上最長（当時）の期間にわたって衆議院議長を務めた。
父は副総理兼国務大臣（東京五輪担当）、農林大臣、建設大臣、衆議院議員を務めた河野一郎、叔父は参議院議長を務めた河野謙三、衆議院議員の河野太郎は長男。
いわゆる従軍慰安婦について述べた「河野談話」を発表したことで知られる。
稲門体育会会長。

## 来歴・人物

### 生い立ち
1937年（昭和12年）、神奈川県平塚市に衆議院議員河野一郎とその妻・照子の次男として生まれる。1955年（昭和30年）、早稲田大学高等学院を経て、早稲田大学政治経済学部経済学科に入学（同級生に福田康夫）。在学中は競走部に所属した。1959年（昭和34年）に大学を卒業し、丸紅飯田（1972年（昭和47年）に社名変更して丸紅となる）に入社した。大阪本社財務部、食糧部、東京支社砂糖食料品部に勤務。
丸紅飯田在籍中には富士スピードウェイの建設にも関わっており、富士スピードウェイの運営会社として設立された「日本ナスカー株式会社」の副社長も務めていたことがある。ただしその後、同社の経営権が三菱地所に事実上譲渡されたことに伴い、サーキットのオープンを待たずに経営陣から退いている。
後、米国スタンフォード大学留学、ニチリョウ社長を務めた。1965年（昭和40年）、父、一郎が死去。

### 若手議員時代
1967年（昭和42年）、父の地盤を継承して第31回衆議院議員総選挙に自民党公認で初出馬、トップ当選を果たす（当選同期に山下元利・増岡博之・加藤六月・塩川正十郎・中尾栄一・藤波孝生・武藤嘉文・坂本三十次・塩谷一夫・水野清など）。自民党では父が率いた河野派の流れをくむ中曽根派に入会。
しかし1970年の佐藤首相の四選をめぐる党内の議論では、派閥の現実路線に反して四選阻止を訴えるなどスジ論を主張した。
1972年（昭和47年）、第2次田中角栄内閣の文部政務次官に就任。
若手時代は「自民党のプリンス」と呼ばれ、勉強会「政治工学研究所」（政工研）を主宰。超派閥的に党内左派の中堅・若手議員を従える立場にあった。1974年（昭和49年）の田中角栄内閣の総辞職に伴う後継総理・総裁選出に際しては、公選が行われることを見越しての河野擁立運動が政工研を中心に展開された。しかし、話し合いによる後継者決定（椎名裁定）が当時の実力者の間で既定路線となっていたこともあり、擁立運動は挫折した。また、三木内閣発足時には環境庁長官への起用が予定されていたが、党内左派の反発で流れた。

### 新自由クラブ時代

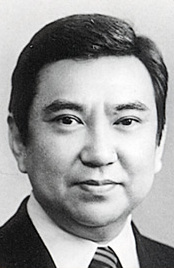
第2次中曽根再改造内閣での科学技術庁長官時の肖像写真（1985年）

1976年（昭和51年）に政工研のメンバーだった田川誠一、西岡武夫、山口敏夫、小林正巳、有田一寿らと自民党を離党、新自由クラブを結成し党首に就任。結党直後の第34回衆議院議員総選挙では都市部を中心に一挙に17人の当選者を出す躍進を遂げた。なお、同年の新自由クラブ立ち上げ当時に、ニッポン放送の深夜放送『オールナイトニッポン』のパーソナリティを務めた経験（1976年7月30日放送）がある。
1979年（昭和54年）、西岡の離党・自民党復党によって打撃を受け、同年の第35回衆議院議員総選挙では惨敗した。後、代表を辞任している。また、自民党が総選挙で過半数割れした後の四十日抗争の際に当時の大平正芳首相から連立の申し出があったが、自民党内の反対で立ち消えになった（連立政権では田川が文部大臣に就任する予定だった）。なお、1981年（昭和56年）には映画『ええじゃないか』に原市之進役で出演したこともある。
1982年（昭和57年）、河野の政界の師匠である中曽根康弘が内閣総理大臣となると、連立政権案が浮上。1983年（昭和58年）、新自由クラブは第37回衆議院議員総選挙で過半数割れした自民党の呼びかけに応じ、連立政権に参加した。1984年（昭和59年）に新自由クラブ代表に復帰。1985年（昭和60年）には第2次中曽根再改造内閣で科学技術庁長官に就任し、政界入りから18年目で初入閣。
1986年（昭和61年）、新自由クラブは解党し、河野も自民党に復党する。

### 自民党復党、首相を兼任しない党総裁就任
かつて所属した中曽根派から「帰ってこい」と言われたが、中曽根のタカ派体質が馴染めず断り、尊敬する宮澤喜一が領袖を務める宏池会に入る（当時は宮澤派） 。1989年の予算案採決の際には単独強行採決に反対の意思のため採決に加わらず棄権している。この際の行動が首相だった竹下登との間の関係において後々まで影響を与えた。しばらく活動を抑えていたが、1991年（平成3年）には宮澤総裁実現に貢献し、1992年（平成4年）、宮澤改造内閣で内閣官房長官に就任し、また、国務大臣として『婦人問題を総合的に推進するため行政各部の所管する事務の調整』も担当した。河野は「ちょっと待ってください。内閣には森山眞弓さんという文部大臣がおられるから、森山さんにお願いされたらどうですか」と固辞したが、宮澤首相に「君、そういうことをいうからダメなんだ。女性の問題は女性がやればいいという発想が大体間違っている。官房長官のポストはそういうポストだから、君がやれ」と怒られ、婦人問題担当にすることになった。
1993年（平成5年）、小沢一郎ら大量の離党者と第40回衆議院議員総選挙で過半数を割った宮澤内閣が総辞職すると、新党さきがけを結成した武村正義らを懐柔する目的で、後継総裁候補に後藤田正晴が浮上。しかし後藤田が固辞したため、自民党総裁選挙に立候補し、渡辺美智雄を破って自民党総裁に就任。党総裁としては初めて首相の所信表明演説に対して代表質問を行った。総裁選で支持を受けた三塚派から森喜朗を幹事長、橋本龍太郎に「野党は総裁が党務をするから、他党と政策協議にあたる政調会長が幹事長以上に重要だ」と松野頼三の助言を伝え政調会長を受けてもらい、渡辺美智雄から「君とは思想が合わないから」と渡辺派で党役員を出すことを慎重だったが、父・一郎の最後の秘書で河野が信頼していた木部佳昭を総務会長に推薦した。

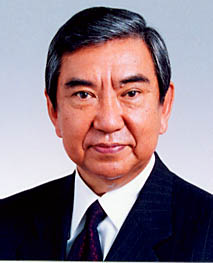
小渕第2次改造内閣での外務大臣時の肖像写真（1999年）

1994年（平成6年）に政府提出案であった政治改革関連法案が参議院で否決された際、細川護煕首相との党首会談で法案修正で合意した上で成立させた。また羽田内閣総辞職後の政権構想では自分の首相就任を断念して、日本社会党の村山富市を首班に擁立して自社さ連立政権（村山内閣）を成立させ、自民党の政権復帰を実現した。河野は同内閣で副総理・外務大臣に就任した。
1995年（平成7年）の第17回参議院議員通常選挙で与党が敗北すると村山は自民党総裁である河野に政権禅譲を提案。しかし、小渕派会長の小渕恵三が総裁選前の交代を強硬に反対したために実現しなかった。総裁選では、河野は幹事長を三塚派の森喜朗から三塚博に交代するなどして、再選戦略を展開したものの、同じ宮澤派の実力者である加藤紘一が橋本龍太郎を支持したことにより、出馬辞退に追い込まれる。後継の総裁となった橋本が、閣内で通商産業大臣だったこともあり、副総理も橋本に明け渡している（外務大臣職は、内閣総辞職まで続投）。河野は「私の履歴書」で「『平成研（小渕派）と戦って潔く散るか』。こんな意地もないではなかった」と振り返りつつ、直前に妻を病気で亡くし、自身も体調が優れず「気力も体力も残ってはいなかった」と不出馬を決めた理由をつづった。史上初の内閣総理大臣に就任していない自民党総裁となった。また、自民党総裁経験者で、衆議院議長になったのも河野だけである。

### 河野グループ結成

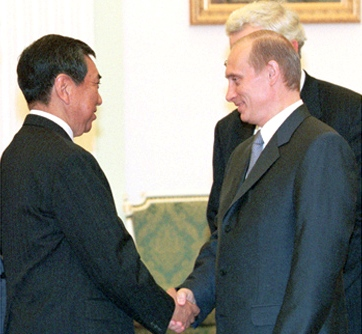
2000年、外務大臣としてのロシア訪問時。ロシア連邦大統領ウラジーミル・プーチンと握手する河野。

1998年（平成10年）12月には、宮澤派の後継を巡って加藤との対立を鮮明にするが、派内の河野支持者の劣勢に加え、河野本人が当時宮澤派を離れ無派閥であったことも影響し、加藤が後継者に決定した。翌1999年（平成11年）1月、河野を支持し、加藤派への移行に反発して宮澤派を離脱した粕谷茂、麻生太郎、相澤英之、衛藤征士郎、森英介らと「大勇会」（河野グループ）を結成し、会長に就任。
1998年（平成10年）の自民党総裁選挙では、宮澤、加藤らの小渕恵三支持に反し、粕谷、麻生らと共に梶山静六を支持した。しかし、1999年（平成11年）には小渕第2次改造内閣で外務大臣に就任。これは自民党総裁選挙に強行出馬した加藤に対する小渕による冷遇の一環であった。続く森喜朗内閣でも続投し、2000年（平成12年）7月の九州・沖縄サミットではG8外相会議の議長を務めた。しかし在任中は北朝鮮へのコメ支援や台湾の李登輝訪日を巡る対応で批判を浴びることも多かった(後述)。森政権においては有力な後継候補の一人とみなされ、加藤の乱でライバルの加藤紘一が失脚してからは筆頭と見る向きも多かったが、2001年総裁選では自らは出馬せず、派閥からは麻生が出馬した。

### 衆議院議長

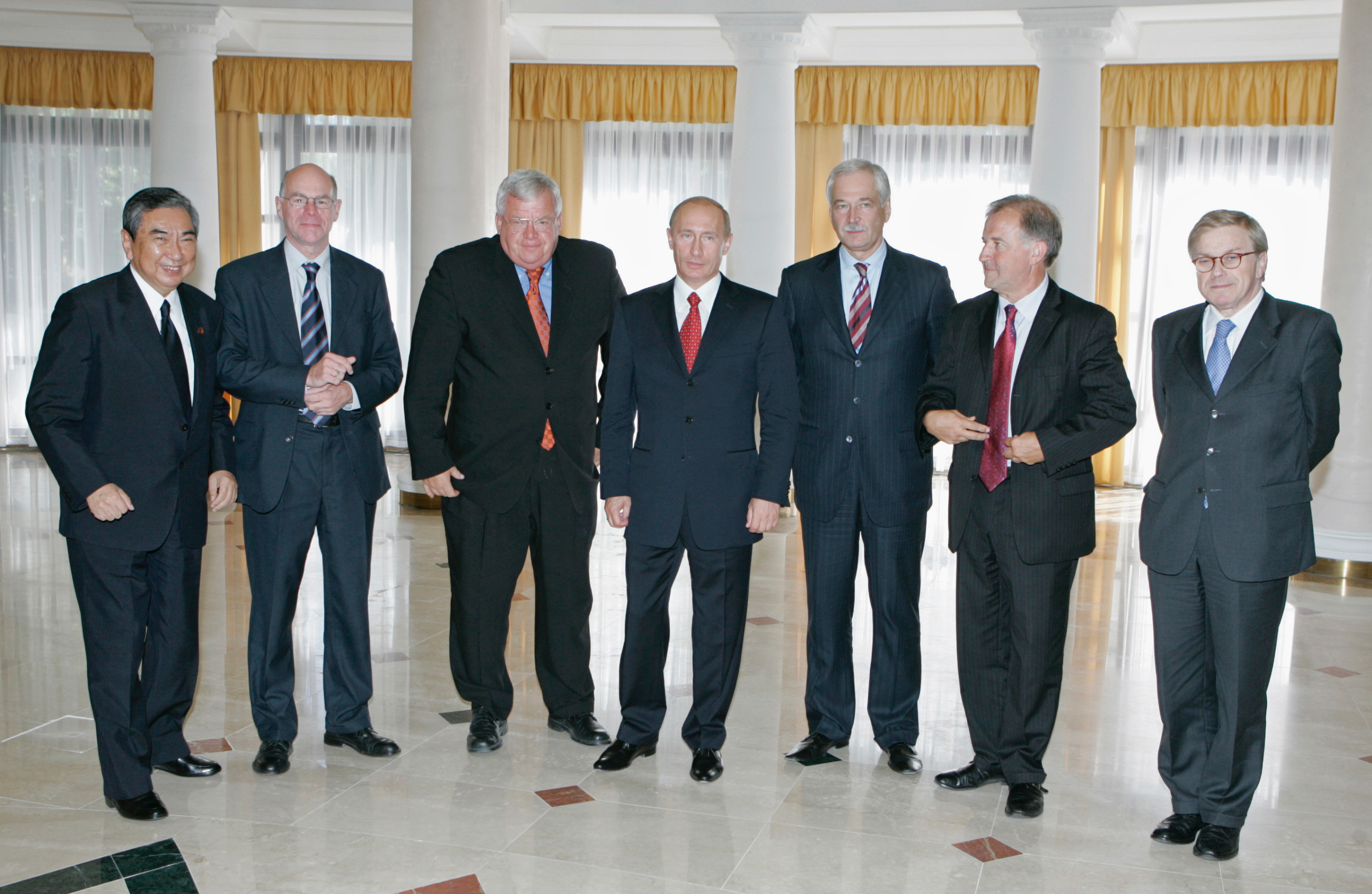
G8下院議長会議に出席する河野（左、2006年）

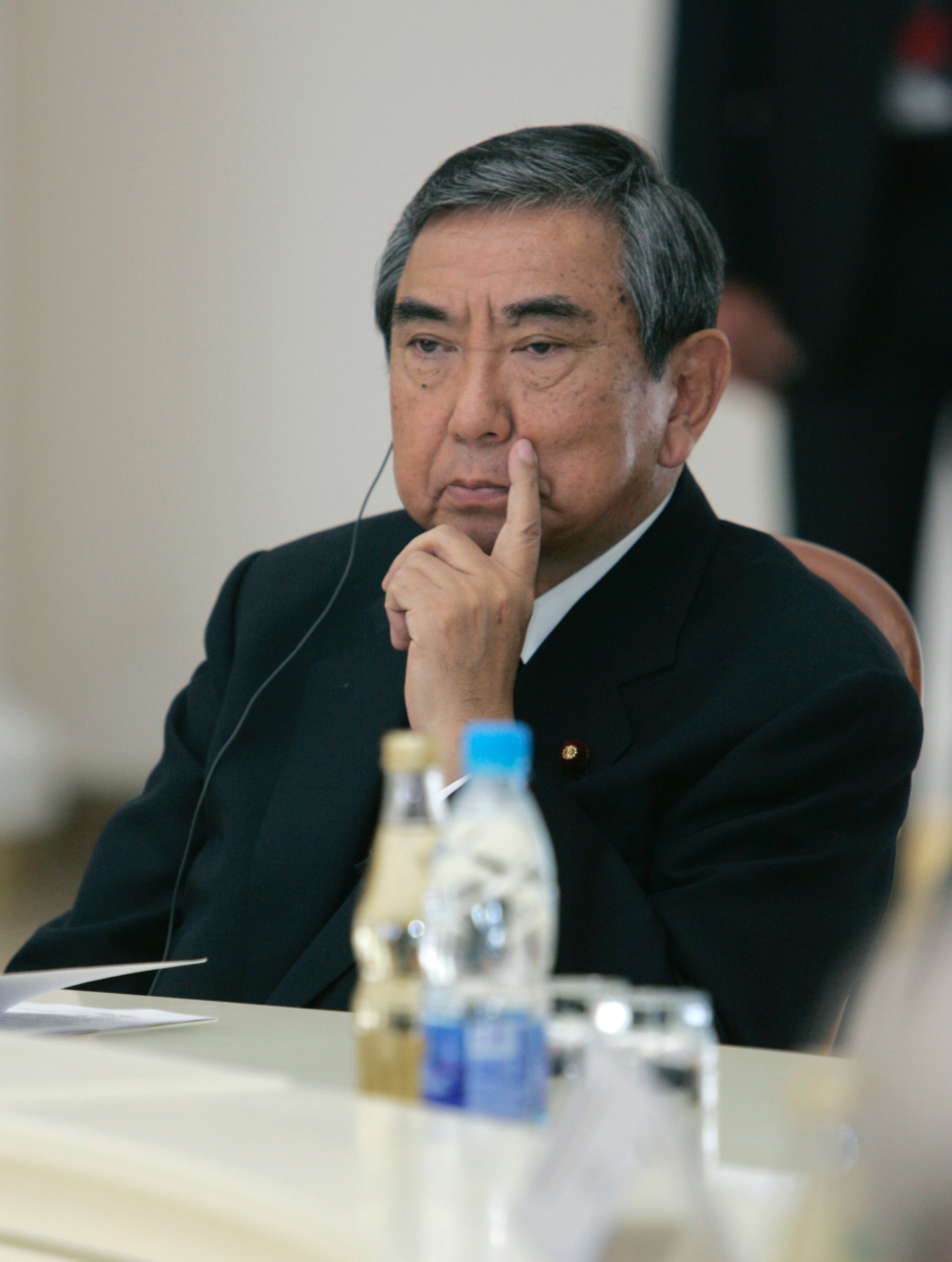
ウラジーミル・プーチン大統領及びG8首脳らと会談する河野（2006年）

2003年（平成15年）に行われた第43回衆議院議員総選挙後の衆議院議長候補選任に際して、自民党総裁として政権奪還の悲願を果たした功労者でありながら、内閣総理大臣に就任出来なかった河野の境遇を見かねた森喜朗に打診されて衆議院議長に就任。イラク戦争については疑問を呈しながらも「やむをえない決断」として武力行使を支持した。
2005年（平成17年）7月の郵政国会で郵政法案に造反が出て5票差の僅差で可決された時には、可否同数になった際の議長決裁も想定していた。2005年（平成17年）8月に衆議院解散で議長失職するが、総選挙後の9月に議長期間が短かったこともあり議長に再選された。
2006年（平成18年）、衆議院議長在任のため派閥活動に関与していなかったこともあって、派閥会長の座を麻生に譲ることを決意。この際、河野派から麻生派への移行では麻生に都合が悪いとして、12月15日に大勇会を正式に解散し、その上で麻生が新たに派閥を結成する形式をとった。
2007年（平成19年）には国会事務総長経験者が就任することが慣例化していた国立国会図書館長人事について、衆議院議長の強い意向として情報工学者の長尾真を起用した。
2008年（平成20年）、ガソリン国会でのガソリン税等暫定税率延長問題に絡み、与党が提出した「つなぎ法案」に対し野党が反発し、国会が混乱した際、江田五月参議院議長と連名で、予算案と歳入法案の徹底審議を行って年度内に一定の結論を得ることで、つなぎ法案を取り下げるものとした斡旋案を提示した。与野党は両院議長の斡旋案に合意した。その後予算案は結局強行採決され、歳入関連法案は衆議院でみなし否決をした上で再可決された。
2008年（平成20年）9月17日、次期衆院選に立候補せず政界を引退する意向であると報じられる。翌9月18日、正式に表明し、牧島かれんを後継とする意向も示した。同年11月20日、衆議院議長としての在任日数が1786日となり明治から大正にかけて議長を務めた大岡育造の記録を抜き、当時の憲政史上最長となった。
2009年（平成21年）7月21日、衆議院は解散され、解散詔書を読み上げるとともに2029日務めた議長の任と議員生活を終えた。この2029日は当時の憲政史上最長記録であり、2020年12月12日に大島理森の在任日数が2030日となり、抜かれるまで10年以上にわたって1位であった。。
また、その後行われた第45回衆議院議員総選挙で河野の前任の議長を務めていた綿貫民輔が落選したため、次期国会の召集時には一時的に議長経験者が不在となった。
2011年（平成23年）秋の叙勲にて桐花大綬章を受章。
2022年4月には笹川平和財団のインタビューに答えている。
2023年7月、訪中して王毅と会談。

## エピソード
上記陸連会長として、資金を不正運用した上に巨額損失を出している、東京マラソンに関する協賛金を計上しない、人事を身内で固め陸上と無縁な人物を入会させる、等の行為を内部告発されている（週刊新潮2009年3月18日発売号より）。
また、競走馬のオーナーブリーダーとしても知られ、父・一郎から引き継いだ那須野牧場のオーナーとしてナスノコトブキ（1966年菊花賞）、ナスノカオリ（1971年桜花賞）、ナスノチグサ（1973年優駿牝馬）を輩出した。その関係もあり、現在日本軽種馬協会会長を務めている。なお、那須野牧場は河野の次男である河野二郎が社長を務めている。
出身地・選出選挙区ともに首都圏であるが、自民党総裁としては初代の鳩山一郎以来である（河野以後では小泉純一郎がいる）。

### C型肝炎
河野は新自由クラブを結成した1976年（昭和51年）頃より異常な疲れを感じるようになっており、直後に重度の肝機能障害を指摘された。これは後にC型肝炎と診断され、さらに1997年（平成9年）にアメリカ合衆国で受けた肝臓の生検の結果、肝硬変に近い状態まで進行していることが判明した。これに対してインターフェロンによる治療を受けたものの改善無く、2000年（平成12年）には黄疸が出現、また肝性脳症による意識障害も生じるようになっていたという。
2002年（平成14年）、息子らの勧めによって、肝臓移植手術を受けることを決定、同年4月16日から翌未明にかけて、信州大学医学部附属病院において生体肝移植を受けた。肝臓のドナーは、息子の太郎であった。手術は成功したが、河野は自身のC型肝炎感染経路については不明としている。

## 主な関係団体
- 北京オリンピックを支援する議員の会会長
- 日中友好議員連盟所属
- 日本国際貿易促進協会会長
- 日韓議員連盟顧問
- 日本陸上競技連盟元会長（2013年退任）
- 日本軽種馬協会会長

## 政治姿勢

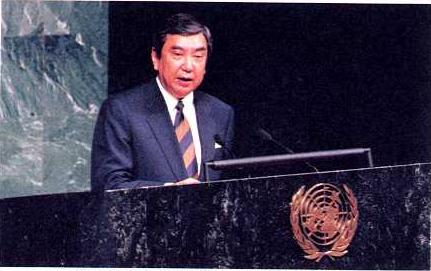
1994年9月、国連総会での演説の様子

### 安全保障
2023年1月7日の報道特集に出演し、「70数年前に日本は決心したじゃないかと。尊い命を犠牲にして、我々今ここに繁栄を得ているのです。決して忘れません、決してあの過ちは繰り返しません。何十年も言い続けて、その結果がこの政策転換というのは、私はあり得ないと、そう思っているのです」と述べた上で、「安倍政治というものに非常に大きな問題があったと思います。」とし、更に「現状の倍の国防力負担を国民にさせようという状況なら、どれだけその前に外交的努力が行われたのかを問わなければいけないと思います」、「米中関係というものが今や最大の課題だと思っているアメリカにとってみれば、最も中国に近い最前線の日本を自分の味方に完全に取り込んで。その証拠を示すために、あれだけの金額を日本が使えますということを、これだけあからさまにしたというのは、やはりアメリカは大喜びでしょう」「反撃能力というのは威嚇ですよね。明らかに武力による威嚇。武力を予算化しようとしている。どう説明をなさるのか、私にはわかりません。戦わないために何をするかということを、深刻に考えるべきだと思います」と警鐘を鳴らした。。

### 朝鮮総連
河野は1980年に朝鮮総連25周年行事に参加して、
と祝辞を送っている。

### 「河野談話」（慰安婦に関する談話）
1993年（平成5年）、韓国の盧泰愚大統領は従軍慰安婦問題で韓国挺身隊問題対策協議会らが主張する「強制連行」の有無について真相究明を求め、日本政府は「強制連行」となる証拠が発見できずに対応に苦慮していた。韓国への外交的な配慮をするため、河野は「文書を探す調査だけでは十分でないという部分もございますから、関係された方々のお話もお聞きをするということを考えております」と国会で答弁し、7月26日から30日にかけて韓国の太平洋戦争遺族会から紹介された16人の慰安婦に対して聞き取り調査を行った。宮澤喜一改造内閣の官房長官として、それまで認めていなかった慰安婦の強制性を認め謝罪する「慰安婦関係調査結果発表に関する河野内閣官房長官談話」（「河野談話」）を発表した。河野は談話中で、「総じて本人たちの意思に反して行われた」「募集・移送・管理等の過程全体としてみれば甘言・強圧という方法により強制があった」という趣旨の発言を行った が、事前に韓国政府と談話の内容を調整していたことや慰安婦の証言の裏付け調査をしていなかったことが明らかにされている。
1997年に平林博内閣官房内閣外政審議室長が「従軍慰安婦に関する限りは強制連行を直接示すような政府資料というものは発見されませんでした」と国会で答弁しており、当時官房副長官であった石原信雄も、当時の日本政府の調査では、軍など日本側当局が慰安婦を強制連行したという資料は確認されなかったと述べている。
調査期間が短かった理由については、第40回衆議院議員総選挙で非自民党の連立政権が発足されることが確実になったため、政権としての実績を残したい焦りがあったためと指摘されている。（談話が発表された翌日に宮澤内閣は総辞職している。）
2012年8月24日、河野談話について、慰安婦の強制連行について証拠がないにもかかわらず、慰安婦の強制性を認めたことについて、石原慎太郎は「訳分からず認めた河野洋平という馬鹿が日韓関係を駄目にした」、橋下徹は「証拠に基づかない内容で最悪だ。日韓関係をこじらせる最大の元凶だ」と相次いで批判し、松原仁国家公安委員会委員長や安倍晋三元首相（当時）も河野談話を問題視する発言を行っている また、野田佳彦元
首相も、2011年の参議院予算委員会で河野談話について「強制連行したという事実を文書では確認できなかった」と発言している。河野は「『昔はどこの国でも（慰安婦は）いたんだよ』と発言するのは卑怯です。スピード違反で捕まった人が、『ほかの人もやっているじゃないか』と自分の罪を認めず、開き直る態度に似ている。」と批判し、「河野談話以降の日韓関係は非常に良好だったじゃないですか」と河野談話が日韓関係を改善させたと主張している。
河野談話は証拠に拠るものではなく、河野の個人的な政治信念に基づくものであることは、本人により認められている。『朝鮮日報』（2012年8月30日付）の取材に対して「私は信念を持って談話を発表した」「（慰安婦の徴集命令を裏付ける証拠資料がないとする批判には）処分されたと推定できる」と述べている。河野は韓国の太平洋戦争遺族会から紹介された16人の慰安婦からの証言（非公開）を「証言は被害者でなければ語り得ない経験である」と判断したことが慰安婦の強制連行を信じる根拠となったと発言していた が、現在は、インドネシアでオランダ人女性が日本軍に強制連行された白馬事件を根拠としている。
慰安婦募集の強制性（強制連行）について、河野は「紙の証拠がない」と証言しており、また、「背後に強大な、圧倒的な権力を持った者がいて、甘言、あるいはだまして（女性を）連れていった」「これはもう結果として断ることができない、本人の意志に反して連れて行かれたということは、言ってみれば強制だった」という見解を述べている。

#### 朝日新聞の強制連行記事取り消しと談話検証、見直しの動き
河野談話は当初から強制連行を示す証拠がないにも拘らず強制性がみられると述べている点が問題視されることがあったが、2014年8月5日および6日に、談話の発火点ともされる朝日新聞の植村隆元記者の書いた慰安婦強制連行を肯定する記事が朝日新聞自身の検証により資料の「誤用」とし強制連行については取り消したことを受け、日本政府は談話の再検証を実施、8月20日に検証結果の報告書を公表した。報告書は、
1. 談話作成時に韓国側と文言調整していた。
2. 元慰安婦とされた女性への聞き取り調査では、事後の裏付け調査を行わなかった。
3. 日韓両政府が文言調整の事実を対外的に非公表とする取り決めがあった。

ことを明らかにしている。
翌21日、自民党政調会議では「正しい史実に基づき、日本の名誉を回復したい。国際社会に正しい情報を積極的に発信すべきだ」として、河野談話に代わる新たな官房長官談話を出すよう政府に要請することを決定した。
また、外国の報道や教科書に慰安婦に関する事実誤認があるとして、自民党が日本政府に訂正の働きかけを求める提言をまとめたことについて、河野はオランダ下院慰安婦問題謝罪要求決議を持ち出して「強制連行があったことは、否定することのできない事実だ」と反論。「なぜ『申し訳ありませんでした』とできないのか。」と不快感を示した。

### 遺棄化学兵器に関する取り決め
外務大臣在任中、日本が批准していた「化学兵器の開発,生産,貯蔵及び使用の禁止並びに廃棄に関する条約」の発効に伴い、同条約4条から要請される、中国国内に遺棄された旧日本軍の毒ガス弾の処理において、中国やソ連のもすべて日本が全負担する取り決めを中国と交わした。
なお、同条約および附属文書では、遺棄化学兵器の廃棄に必要な資金技術人員施設等すべての必要なものを遺棄した締約国（つまり中国における旧日本軍の遺棄化学兵器については日本）の責任で用意することを求めており、また、遺棄化学兵器の廃棄を発効後10年間（2007年まで）に終了することを求めている。

### 外国人教員任用法の成立に尽力
在日韓国人の徐龍達が推進していた公立の大学における外国人教員の任用等に関する特別措置法成立のため、藤波孝生、森喜朗らと尽力をした。

### 北朝鮮へのコメ支援
2000年（平成12年）に外務大臣として国連からの要請は19万５千トンで山崎拓と共に北朝鮮からの食糧要請は最大限すべきであり、拉致疑惑のせいで支援出来ないのは議論の余地があるとして北朝鮮への50万トンのコメ支援を決定した。しかし拉致問題などが進展しない中で国連の要請を遥かに超える支援には、その算定根拠や決定過程の不透明さも相まって批判が多かった。

### 台湾への対応
1975年（昭和50年）にタイ王国の首都バンコクで行われた東南アジア諸国連合外相会議に議員として出席した際、搭乗した飛行機が機体不良で台湾に緊急着陸した後に、中華人民共和国外交部長（外務大臣）だった喬冠華に会った際に「私は台湾の空港で一歩も外に出ませんでした」と述べた。

#### 李登輝訪日への反対
2001年（平成13年）の台湾の李登輝前総統訪日に中華人民共和国からの強い抗議を受けて、自らの外務大臣辞任をほのめかしてまで入国ビザ発行に反対した。最終的には森喜朗首相の指示によりビザが交付され、河野は辞任しなかったものの、頑なな親中姿勢や政府内に混乱を招いたことで批判を浴びた。

### 戦没者追悼式における発言
2006年（平成18年）8月15日、全国戦没者追悼式の衆議院議長追悼の辞で、当時の天皇明仁、皇后美智子が出席する中、「戦争を主導した当時の指導者たちの責任をあいまいにしてはならない」と戦争責任論に言及し、2007年（平成19年）8月15日全国戦没者追悼式の衆議院議長追悼の辞においては、「日本軍の一部による非人道的な行為によって人権を侵害され、心身に深い傷を負い、今もなお苦しんでおられる方々に、心からなる謝罪とお見舞いの気持ちを申し上げたいと思います 」と天皇皇后と戦没者遺族が出席している中で述べた。

### 靖国神社に関する発言
安倍総理大臣が靖国神社に参拝したことについて「まったく評価しない。今やるべきでないことをやっている」と批判している。

### 安倍政権の政権運営
2015年、安倍政権の政権運営をめぐり「自民党がこれ以上『右』に行かないようにしてほしい。今は保守政治と言うより右翼政治のような気がする」との懸念を示した。
2016年12月の安倍首相の真珠湾への慰霊訪問に対しての朝日新聞社からのインタビューで「中国人・韓国人に日本への怒りが相当あるのは当然だ」と述べた。さらに朝日新聞記者が「首相に対し、中国・韓国への配慮も暗に求めた」と補足したことに産経新聞は社説で両者を『理解不能』、『激しく戦ったアメリカとの歴史的な和解のための訪問で、中韓にどう配慮しろというのか。そもそも日本は韓国と戦争していない。』と強く批判した。河野を芥川龍之介の侏儒の言葉での政治家への皮肉を引用して『中途半端で要領を得ない知識・見識を振りかざす政治家より、国民の肌感覚の方がはるかにまともである。』と批判した。
2017年5月の講演において、「自民党は改憲党ではない」「中国の嫌がることばかりやっている」などと語った。

### 麻生太郎との関係
このように安倍政権に対して度々批判的な発言を行ってきた河野だが、安倍と盟友関係にあり政権を一貫して支え続けた麻生太郎は自らの派閥の継承者でもあり、深い信頼関係があるとされる。麻生は河野にとって、総裁時代、自らの孤独を癒やしてくれる精神安定剤のような存在だったという。

### 拉致問題
河野の「外務省が表に出て第一線で当たるのに大事なことが二つある。一つは、力ずくではダメ、話し合いでやらなければいけない、ということ」という主張について、荒木和博は「相手は国家体制自体が拉致犯なのですから、いざというときには実力で奪還するというオプションを持っていなければ話し合いによる解決もできないのではないでしょうか。最優先されるのは被拉致者の安全ですから、最後には色々な手段が考えられます。安明進氏が『片手に棍棒を持って交渉すべきだ』と言ったように、北朝鮮には強硬策を持って臨んだほうが成果は上がるものと思います。『強硬なことを言うと「戦争をする気か」と言われる』と言った人がいましたが、数十人の日本人が長期に亙って拉致されているというのはすでに私たちが戦争の中にいるということの証明です。」と述べている。
クリントン米政権時の2000年（平成12年）10月、オルブライト国務長官（当時）訪朝前に、アメリカ政府は北朝鮮に対するテロ支援国家指定解除を検討しており、解除に極めて近い状況であったが、日本政府（河野は当時外務大臣）が拉致問題等を理由に指定解除阻止を図っていたことが分かっている。

### その他
2011年（平成23年）3月19日に始まった北大西洋条約機構（NATO）による対リビア空爆作戦を日本政府が支持したことについて、自身がコメンテーターとして出演していたTBSの報道番組『サンデーモーニング』内にて、当時中国政府がリビア空爆に反対していたにもかかわらず、菅内閣 (第2次改造)がNATO軍の空爆を安易に支持表明をしてしまったことにより、今後の日中関係に悪影響を与えると批判した。
南京事件については認めつつ、中国政府が犠牲者を30万人としていることについては、「若干、われわれの意見と食い違うものもある」と反論している。
- 2021年7月1日の中国共産党の結党100周年記念に対し、祝電を送った[54]。

## 略歴
- 1972年12月 - 文部政務次官（第2次田中角栄内閣）
- 1985年12月 - 科学技術庁長官（第2次中曽根内閣第2次改造内閣）
- 1992年12月 - 内閣官房長官（宮沢改造内閣）
- 1994年6月 - 外務大臣・副総理（村山内閣）
- 1995年8月 - 外務大臣（村山改造内閣）
- 1999年10月 - 外務大臣（小渕第2次改造内閣）
- 2000年4月 - 外務大臣（第1次森内閣・第2次森内閣・第2次森改造内閣）
- 2003年9月 - 衆議院議長
- 2005年8月 - 衆議院議長

## 家族・親族

### 河野家
（神奈川県平塚市）
- 祖父・治平（政治家）
- 父・一郎（政治家）
- 妻・武子（1995年7月没。実業家伊藤恭一娘）
- 長男・太郎（自由民主党衆議院議員・前内閣府特命担当大臣）
- 孫　一平[55]
- 次男・二郎（那須野牧場社長、1964年10月16日生[56]）息子あり[57]
- 長女・治子(1968年11月2日生[58])日本動物愛護協会評議員[59]

### 親戚
- いとこ・田川誠一（政治家）

### 略系図
|          |          |          |          | 田川平三郎 | 田川平三郎 | 田川平三郎 | 田川平三郎 | 田川平三郎 | 田川平三郎 |      |      |          |          |          |          |          |          |          |          | 河野治平 | 河野治平 | 河野治平 | 河野治平 | 河野治平 | 河野治平 |          |          |          |          |  |  | 伊藤忠兵衛 | 伊藤忠兵衛 | 伊藤忠兵衛 | 伊藤忠兵衛 | 伊藤忠兵衛 | 伊藤忠兵衛 |  |  |  |  |  |  |  |  |  |  |  |  |  |  |  |  |  |  |  |  |
|          |          |          |          | 田川平三郎 | 田川平三郎 | 田川平三郎 | 田川平三郎 | 田川平三郎 | 田川平三郎 |      |      |          |          |          |          |          |          |          |          | 河野治平 | 河野治平 | 河野治平 | 河野治平 | 河野治平 | 河野治平 |          |          |          |          |  |  | 伊藤忠兵衛 | 伊藤忠兵衛 | 伊藤忠兵衛 | 伊藤忠兵衛 | 伊藤忠兵衛 | 伊藤忠兵衛 |  |  |  |  |  |  |  |  |  |  |  |  |  |  |  |  |  |  |  |  |
|          |          |          |          |            |            |            |            |            |            |      |      |          |          |          |          |          |          |          |          |          |          |          |          |          |          |          |          |          |          |  |  |            |            |            |            |            |            |  |  |  |  |  |  |  |  |  |  |  |  |  |  |  |  |  |  |  |  |
| 田川誠治 | 田川誠治 | 田川誠治 | 田川誠治 | 田川誠治   | 田川誠治   |            |            | 照子       | 照子       | 照子 | 照子 | 照子     | 照子     |          |          | 河野一郎 | 河野一郎 | 河野一郎 | 河野一郎 | 河野一郎 | 河野一郎 |          |          | 河野謙三 | 河野謙三 | 河野謙三 | 河野謙三 | 河野謙三 | 河野謙三 |  |  | 伊藤恭一   | 伊藤恭一   | 伊藤恭一   | 伊藤恭一   | 伊藤恭一   | 伊藤恭一   |  |  |  |  |  |  |  |  |  |  |  |  |  |  |  |  |  |  |  |  |
| 田川誠治 | 田川誠治 | 田川誠治 | 田川誠治 | 田川誠治   | 田川誠治   |            |            | 照子       | 照子       | 照子 | 照子 | 照子     | 照子     |          |          | 河野一郎 | 河野一郎 | 河野一郎 | 河野一郎 | 河野一郎 | 河野一郎 |          |          | 河野謙三 | 河野謙三 | 河野謙三 | 河野謙三 | 河野謙三 | 河野謙三 |  |  | 伊藤恭一   | 伊藤恭一   | 伊藤恭一   | 伊藤恭一   | 伊藤恭一   | 伊藤恭一   |  |  |  |  |  |  |  |  |  |  |  |  |  |  |  |  |  |  |  |  |
|          |          |          |          |            |            |            |            |            |            |      |      |          |          |          |          |          |          |          |          |          |          |          |          |          |          |          |          |          |          |  |  |            |            |            |            |            |            |  |  |  |  |  |  |  |  |  |  |  |  |  |  |  |  |  |  |  |  |
| 田川誠一 | 田川誠一 | 田川誠一 | 田川誠一 | 田川誠一   | 田川誠一   |            |            |            |            |      |      | 河野洋平 | 河野洋平 | 河野洋平 | 河野洋平 | 河野洋平 | 河野洋平 |          |          |          |          |          |          |          |          |          |          |          |          |  |  | 武子       | 武子       | 武子       | 武子       | 武子       | 武子       |  |  |  |  |  |  |  |  |  |  |  |  |  |  |  |  |  |  |  |  |
| 田川誠一 | 田川誠一 | 田川誠一 | 田川誠一 | 田川誠一   | 田川誠一   |            |            |            |            |      |      | 河野洋平 | 河野洋平 | 河野洋平 | 河野洋平 | 河野洋平 | 河野洋平 |          |          |          |          |          |          |          |          |          |          |          |          |  |  | 武子       | 武子       | 武子       | 武子       | 武子       | 武子       |  |  |  |  |  |  |  |  |  |  |  |  |  |  |  |  |  |  |  |  |
|          |          |          |          |            |            |            |            |            |            |      |      |          |          |          |          |          |          |          |          |          |          |          |          |          |          |          |          |          |          |  |  |            |            |            |            |            |            |  |  |  |  |  |  |  |  |  |  |  |  |  |  |  |  |  |  |  |  |
|          |          |          |          |            |            |            |            |            |            |      |      |          |          |          |          |          |          |          |          |          |          | 河野太郎 |          |          |          |          |          |          |          |  |  |            |            |            |            |            |            |  |  |  |  |  |  |  |  |  |  |  |  |  |  |  |  |  |  |  |  |

## 著書・連載
- 『子が語る　父・河野一郎』恒文社、1966年。(非売品)
- 『拍手はいらない : 新しい政治を求めて』PHP研究所、1976年9月30日。
- 『私の履歴書』2004年。
- 『時代の異端者たち』河出書房新社、青木理との共著、2021年

衆議院によるオーラル・ヒストリー
2019年10月から2023年6月まで（全31回）行われた。
- 衆議院事務局 編『正副議長経験者に対するオーラル・ヒストリー事業 第71代・72代 衆議院議長 河野 洋平』衆議院事務局、2023年12月27日。ISBN 978-4-911228-00-5。

## 選挙歴
| 当落                          | 選挙                   | 施行日         | 選挙区      | 政党         | 得票数  | 得票率 | 得票順位 /候補者数 | 比例区 | 比例順位 /候補者数 |
| ----------------------------- | ---------------------- | -------------- | ----------- | ------------ | ------- | ------ | ------------------ | ------ | ------------------ |
| 当                            | 第31回衆議院議員総選挙 | 1967年1月29日  | 旧神奈川3区 | 自由民主党   | 106,827 | 17.2   | 1/9                | -      | -                  |
| 当                            | 第32回衆議院議員総選挙 | 1969年12月27日 | 旧神奈川3区 | 自由民主党   | 100,216 | 14.9   | 1/10               | -      | -                  |
| 当                            | 第33回衆議院議員総選挙 | 1972年12月10日 | 旧神奈川3区 | 自由民主党   | 141,448 | 16.9   | 1/9                | -      | -                  |
| 当                            | 第34回衆議院議員総選挙 | 1976年12月5日  | 旧神奈川5区 | 新自由クラブ | 161,081 | 37.1   | 1/5                | -      | -                  |
| 当                            | 第35回衆議院議員総選挙 | 1979年10月7日  | 旧神奈川5区 | 新自由クラブ | 101,177 | 25.3   | 1/5                | -      | -                  |
| 当                            | 第36回衆議院議員総選挙 | 1980年6月22日  | 旧神奈川5区 | 新自由クラブ | 110,268 | 23.3   | 2/5                | -      | -                  |
| 当                            | 第37回衆議院議員総選挙 | 1983年12月18日 | 旧神奈川5区 | 新自由クラブ | 114,839 | 24.6   | 2/5                | -      | -                  |
| 当                            | 第38回衆議院議員総選挙 | 1986年7月6日   | 旧神奈川5区 | 新自由クラブ | 125,043 | 25.0   | 2/5                | -      | -                  |
| 当                            | 第39回衆議院議員総選挙 | 1990年2月18日  | 旧神奈川5区 | 自由民主党   | 135,957 | 24.9   | 2/5                | -      | -                  |
| 当                            | 第40回衆議院議員総選挙 | 1993年7月18日  | 旧神奈川5区 | 自由民主党   | 163,505 | 30.5   | 1/5                | -      | -                  |
| 当                            | 第41回衆議院議員総選挙 | 1996年10月20日 | 神奈川17区  | 自由民主党   | 105,282 | 44.7   | 1/4                | -      | -                  |
| 当                            | 第42回衆議院議員総選挙 | 2000年6月25日  | 神奈川17区  | 自由民主党   | 140,236 | 56.4   | 1/3                | -      | -                  |
| 当                            | 第43回衆議院議員総選挙 | 2003年11月9日  | 神奈川17区  | 自由民主党   | 135,206 | 57.3   | 1/3                | -      | -                  |
| 当                            | 第44回衆議院議員総選挙 | 2005年9月11日  | 神奈川17区  | 自由民主党   | 169,825 | 60.7   | 1/3                | -      | -                  |
| 当選回数14回 （衆議院議員14） |                        |                |             |              |         |        |                    |        |                    |